# KRC 헹크
KRC 헹크(KRC Genk) 혹은 보통 라싱 헹크(Racing Genk)라 불리는 이 클럽은 벨기에의 축구 클럽으로 현재 벨기에 프로 리그에서 활동하고 있다. 헹크는 1988년에 워터슈이 토르와 KFC 윈터슬라그가 통합하면서 만들어졌다. 헹크는 1990년 후반부터 벨기에 내에서 매우 성공적인 팀 가운데 하나로 유럽클럽대항전에 자주 진출하고 있다. 헹크는 1996-97 시즌 처음 1부리그에 진출한 후 현재까지 벨기에 프로리그에서 4차례 우승하였으며 벨기에 리그컵 또한 6차례 우승하였다. 가장 최근 리그 우승은 2018-19 시즌이며 2019년에는 벨기에 슈퍼컵까지 우승하며 2019-20 시즌에는 UEFA 챔피언스리그 조별리그에 진출했다. 헹크는 조별리그 E조에 리버풀 FC SSC 나폴리 레드 불 잘츠부르크와 같은 조에 속하며 1무 5패를 기록하며 조 4위로 마무리 했다.

## 역사

#### KFC 윈터슬라그 (1923-1988)
FC 윈터슬라그는 1923년에 설립되어 그 해에 벨기에 왕립 축구 협회의 회원이 되었다. 35번째 기념일에 클럽명을 KFC 윈터슬라그로 바꾸었다. 1972년에 윈터슬라그는 벨기에 2부 리그에 진출하였으며, 1974-75시즌엔 2부리그 2위로 마치면서 벨기에 1부 리그로 승격하게 되었다. 그러나 다음 시즌에 리그 최하위로 끝마치면서 다시 2부리그로 강등되었다.
윈터슬라그는 1981년에 5위를 기록하지만 두 시즌 후에 최하위를 기록하며 다시 2부리그로 강등되었다. 그 해는 스탕다르 리에주가 우승한 시즌이었는데, 후에 윈터슬라그와 통합되는 워터슈이 토르와의 경기에서 뇌물수수를 하였다. 2부리그에서 네 시즌을 보내고 1987년에 다시 1부리그로 승격하게 된다. 1987-88시즌은 18팀 가운데 15위를 기록하였고, 1986년에 강등되어 2부리그에서 경기를 하던 워터슈이 토르와 합병하게 되었다.

#### K 워터슈이 SV 토르 헹크
K 워터슈이 SV 토르 헹크는 1919년에 워터슈이 SV 토르(Waterschei's Sport Vereeniging Thor)로 창단되었다. 여기의 토르(Thor)는 "우리의 권리를 되찾자"(네덜란드어: Tot Herstel Onzer Rechten)는 의미의 약자이다. 1925년에 벨기에 왕립 축구 협회에 등록하였고, 1950년대 후반부터 1960년대 초반과 1978년부터 1986년까지 1부리그에서 플레이하였다. 2부리그에서 두 시즌을 보낸 후, KFC 윈터슬라그와 통합되어 KRC 헹크가 되었다.

#### KRC 헹크 (1988-현재)
새로운 클럽은 KRC 헹크란 이름으로 지어졌고, 윈터슬라그의 뒤를 잇기로 하였다. 첫 해인 1988-89시즌은 1부리그에서 시작하였지만 최하위로 마쳤다. 다음 시즌에 2부리그 4위를 기록하였지만 플레이오프에서 승리하여 다시 1부리그로 승격하였다. 그 후 네 시즌 동안 1부리그에서 플레이하다가 1993-94시즌을 최하위 18위로 마감하면서 다시 강등되었다. 1995년에 2부리그 2위로 마쳤지만 1부리그의 스탕다르 리에주와 RFC 세라잉의 통합으로 인해 플레이오프 없이 승격하게 되었다. 1997년을 7위로 마치고 1997-08시즌에는 컵 우승과 리그 2위를 기록하며 훌륭한 시즌을 보내었다. 그리고 다음 시즌엔 컵 대회 우승 팀 자격으로 최초로 유럽 대항전에 진출하였고, 최초로 리그 우승을 거머쥐기도 하였다.

## 역대 성적
- 벨기에 1부 리그

우승 (4) : 1998-99, 2001-02, 2010-11, 2018-19
준우승 (2) : 1997-98, 2006-07
- 벨기에 2부 리그

우승 (1) : 1975-76
준우승 (2) : 1986-87, 1995-96
플레이오프 우승 (2) : 1987, 1990
- 벨기에 컵

우승 (4) : 1997–98, 1999–00, 2008–09, 2012–13

## 선수 명단

### 현역
참고: FIFA 자격 규정에 따라 소속된 국가대표팀 국기를 표시합니다. 선수는 복수의 FIFA 비회원국 국적을 가지고 있을 수 있습니다.
| 번호 | 포지션 | 국적       | 이름                |
| ---- | ------ | ---------- | ------------------- |
| 8    | MF     |            | 브라이언 헤이넌     |
| 21   | MF     | 기니       | 이브라히마 방구라   |
| 34   | DF     | 베네수엘라 | 아드리안 팔라시오스 |

| 번호 | 포지션 | 국적 | 이름 |
| ---- | ------ | ---- | ---- |

## 역대 감독
| 감독          | 임기        |
| ------------- | ----------- |
| 부터르 프랑켄 | 2022 ~ 2024 |
| 토르스텐 핑크 | 2024 ~      |